# 20th Century Masters - The DVD Collection: The Best of Night Ranger
20th Century Masters - The DVD Collection: The Best of Night Ranger es un DVD de la banda estadounidense de hard rock Night Ranger y fue lanzado al mercado por Geffen Records en 2004.

## Descripción
Este DVD contiene los vídeos musicales oficiales de cinco sencillos del grupo, los cuales fueron exitosos en los Estados Unidos y Canadá, llegando a posicionarse en los primeros puestos en las listas del Billboard y del RPM Magazine respectivamente.

## Listado de temas
| N.º   | Título                            | Escritor(es)                           | Duración |  |
| 1.    | «Sister Christian»                | Kelly Keagy                            | 4:19     |  |
| 2.    | «Don't Tell Me You Love Me»       | Jack Blades                            | 4:24     |  |
| 3.    | «When You Close Your Eyes»        | Blades / Brad Gillis / Alan Fitzgerald | 3:56     |  |
| 4.    | «(You Can Still) Rock in America» | Blades / Gillis                        | 4:43     |  |
| 5.    | «Sentimental Street»              | Jack Blades                            | 4:12     |  |
| 21:34 |                                   |                                        |          |  |

## Créditos
- Jack Blades — voz principal, bajo y coros.
- Kelly Keagy — voz principal, batería y coros.
- Brad Gillis — guitarra y coros.
- Jeff Watson — guitarra.
- Alan Fitzgerald — piano, sintetizadores y teclados.